# Câmp receptor
Câmpul receptor al unui neuron este regiunea în care dacă acționează un stimul determină declanșarea neuronului. Neuroni cu câmp receptor se găsesc în analizatorul vizual, analizatorul auditiv și analizatorul somatosenzorial.